# Порівняльна риторика
Порівняльна риторика вивчає те, як перша мова людини та її культура впливають на написання другою мовою. Цей термін упровадив американський прикладний лінгвіст Роберт Каплан в 1966 році. Нині у сфері порівняльної риторики працює прикладна лінгвістка Улла Коннор. З моменту свого створення порівняльна риторика мала значний вплив на дослідження міжкультурних дискурсивних структур, які виходять за межі цільової мови організації дискурсу.

## Ідея Р. Каплана
Ідея порівняльної риторики Роберта Каплана базується на таких чотирьох основах: порівняльний аналіз, гіпотеза Едварда Сепіра та Бенджаміна Лі Ворфа і, загалом, доктрина культурного релятивізму, риторика та педагогіка.
Ранніми лінгвістами та методистами вивчення другої мови в США були структурні лінгвісти, такі як Чарльз Фріс (1945) та Роберт Ладо (1957). Розробляючи методологію Англійської мови як другої іноземної, вони користувалися таким інструментом, як структурний аналіз граматики. Основним принципом порівняльного аналізу було те, що певна відмінність між рідною мовою та другою мовою мовця дорівнює складності. Роберт Каплан переніс цей підхід на письмо. Його основне припущення в порівняльній риториці полягало в тому, що «риторичний стиль англійської мови відрізняється від риторичного стилю рідної мови учня, а тому існує потенційна проблема його навчання».
Другою основою для ідеї Роберта Каплана слугувала гіпотеза Едварда Сепіра та Бенджаміна Лі Ворфа. Бенджамін Лі Ворф (1956) висунув гіпотезу, що мова є визначальною для світогляду — тобто структура мови формує сприйняття світу її носіями. Ця гіпотеза відповідала антропологічній теорії США в першій половині 20 століття — культурні антропологи, зокрема Едвард Сепір (1921), дотримувались доктрини культурного релятивізму. Вони вірили, що кожна культурна група має свій унікальний світогляд, частково заснований на довгостроковому зв'язку з фізичним середовищем, але переважно на довгострокових зв'язках членів групи один з одним. Отже, кожна культура є сама по собі унікальною.
Третьою була риторика, на якій Роберт Каплан спеціалізувався як докторант. За античними канонами риторика містить п'ять складових, які відповідають обов'язковим етапам роботи оратора над промовою: 1) пошук теми промови; 2) розміщення матеріалу; 3) словесне вираження; 4) запам'ятовування; 5) виголошення. Елемент організації був основним предметом для роботи Каплана.
Нарешті, лінгводидактика. Каплан був занепокоєний тим, що, хоч аудіолінгвальний метод не робить акценту на письмі, іноземних студентів в університетах США просять писати роботи англійською мовою.

## Новаторство Р. Каплана
Відкриття Роберта Каплана про те, що відповідно до різних культур, різних культурних стилів мислення, на письмі відображаються ті чи інші риторичні стилі цих культур, було на той час важливим з трьох основних причин.
По-перше, небагато викладачів Англійської мови як другої іноземної глибше задумувались про вид мовленнєвої діяльності — письмо. У середині 20 століття переважала методологія — аудіолінгвального методу, яка зосереджується на усних навичках студента. Згідно з цим методом, завданням учнів є вивчити стандартні структури та вміти їх використати відповідно до ситуації.
По-друге, центр уваги як лінгвістики, так і викладання мови було зосереджено на рівні певного завдання, а не на рівні дискурсу.
По-третє, люди вважали, що письма не можна навчити. Людина або народилися з талантом писати або ні. Програми з риторики в коледжах США тільки починали свою роботу.

## Дослідження Р. Каплана
Каплан висунув свою ідею порівняльної риторики, спираючись на три основні припущення:
- мова і писемність — культурні явища;
- кожна мова має набір унікальних для неї методів письма;
- мовні та риторичні фігури рідної мови створюють складності у письмі другою мовою.

Проаналізувавши понад 600 студентських есеїв, Каплан визначив загальні риторичні моделі в академічному письмі п'ятьох різних культурних груп.
Він виявив, що на відміну від західного лінійного розвитку подій та ідей у письмі, у семітському стилі переважають сурядні типи зв'язків між структурами тексту, а на сході у письмі обирають рух по колу. Представники романських мов мають тенденцію перескакувати з думки на думку, а носіям російської притаманні довгі речення та лексична надмірність.
Це дослідження Каплана вважають першим великим дослідженням, в якому він спробував довести, що письмо студентів, які пишуть іноземною мовою, відображає культурні особливості їхньої рідної мови, особливо коли йдеться про формування абзаців та організацію тексту. Крім цього, дослідження зробило чималий внесок у розвиток викладання письма для іноземних студентів. Риторичні схеми, запропоновані Капланом, переважали в освітній практиці, і навіть на певний період стали стандартом для викладання письма.

## Складнощі у письмі іноземною мовою
Згідно з дослідженням Роберта Каплана, є чотири типи складностей, з якими іноземні студенти стикаються під час написання текстів іноземною мовою:
1. Труднощі з перекладом окремих слів (жаргону, сленгу, діалектів тощо). Такі слова самі по собі несуть певний зміст, але при перенесені в інше культурне середовище не будуть мати абсолютно жодного сенсу. Тому перед автором постає проблема: як перекласти ці слова так, щоб перенести культурний код певного слова для іноземного читача без втрати змісту?
2. Труднощі з тактикою написання. В автора може виникати страх висловлюватись іноземною мовою в іншому культурному середовищі, щоб не звучати неввічливо чи незрозуміло.
3. Складність у представленні точки зору, яка незнайома читачам. Складність полягає у питанні, на яке має відповісти автор: як пояснити іноземному читачу щось, що само собою зрозуміле в культурі автора, як побудувати текст та підібрати лексику максимально ефективно?
4. Онтологічні труднощі. Кожна мова накладає свої обмеження на організацію думки у тексті та на підбір лексики, що в результаті впливає на спосіб письма.

## Культурні виклики перед автором
Під час роботи над текстом іноземною мовою для нового культурного середовища, автор має відповісти на чотири питання, які повністю базовані на культурних чинниках:
1. Що можна обговорювати, а що ні? Кожен соціум має свої табуйовані та відкрито обговорювані теми, які слід добре вивчити перед написанням тексту, аби не звучати непереконливо, чи навпаки, не перейти певну межу дозволеного цього соціуму.
2. Що може бути аргументами? Всі культурні середовища мають свої авторитетні джерела та авторитетних історичних постатей. Для максимально ефективної аргументації у письмі, необхідно підбирати переконливі для читачів джерела.
3. Як ефективно побудувати аргументи? Автору необхідно звертати увагу на лінгвістичні особливості мови, якою він пише свій текст. Це допоможе побудувати переконливі аргументи.
4. Кому може бути адресований текст і як його адресувати правильно? Лексичні особливості мови також потрібно брати до уваги. Наприклад, в українській мові маємо слово «студент», в той час, як в англійській можна використовувати «student» та «undergraduate». Необхідно добре розуміти лексичні градації мови, аби коректно звертатись у тексті.

## Порівняльна риторика Улли Коннор

### Улла Коннор та її шлях до порівняльної риторики
Улла Коннор є ученицею та послідовницею Каплана. Дослідниця зацікавилася порівняльною риторикою, навчаючись на магістерській програмі з англійської мови та літератури в Гельсінському університеті, одночасно закінчуючи ступінь магістра англійської мови в Університеті Флориди. Саме досвід іноземної студентки визначив теми дослідження Коннор, оскільки труднощі, з якими зустрічалася Улла під час написання текстів англійською мовою в академічному стилі і в усному мовленні на заняттях, викликали зацікавлення дослідниці до сфери порівняльного аналізу і порівняльної риторики.
Дослідниця вивчала кроскультурні особливості читання на прикладі протиставленого дослідження іспанських та в'єтнамських дітей шкільного віку, які вчилися читати англійською мовою як другою мовою (іноземною). Гіпотеза, заснована на порівняльному аналізі, яку визначила Улла Коннор на початку дослідження, не підтвердилася. Натомість предикторами результатів читання англійською мовою як другою були рівень освіти батьків, соціально-економічний статус сім'ї та інші соціологічні та освітні фактори. Проте після знайомства з Капланом і прочитання його статті 1966 р., Коннор зацікавилася письмом та текстовим аналізом.

### Критика порівняльної риторики
Порівняльна риторика звертається до риторичних стратегій першої мови людини, в намаганні через них пояснити труднощі при творенні тексту другою мовою. Вона була корисною та пояснювальною, проте Улла Коннор твердить, що порівняльна риторика стикнулась із критичними заувагами, про які зазначив Карі Саяваара:
1. її було важко пристосувати до практики навчання мови;
2. вона зазнала надто сильного впливу структуралістського підходу;
3. надто великого значення в порівняльній риториці набула саме англійська мова, що привело до певної обмеженості дослідження[5].

### Внесок Улли Коннор в порівняльну риторику
Науковиця критично ставиться до діаграм, які запропонував Каплан, оскільки за переконаннями Улли, письмові стратегії не можна узагальнювати тільки за культурною або етнічною приналежністю творця тексту. До уваги обов'язково треба брати той фактор, що стратегії творення тексту залежать від мети, комунікативної функції та авдиторії. Проте засади порівняльної риторики залишаються незмінними: уявлення і знання людини про рідну культуру, а також культуру другої мови (вивченої) безперечно впливають на результат творення цією людиною текстів.
Улла Коннор пропонує розширити галузь порівняльної риторики, і відійти від спирання на «стару школу» і працю Каплана 1966 р. Натомість науковиця пропонує включити когнітивні та соціокультурні фактори у поле досліджень (окрім суто лінгвістичних). Вона говорить про важливість дослідження не лише результатів вивчення другої мови у формі написаних студентами текстів, а й — дослідження самого процесу навчання. Тобто Улла Коннор констатує потребу порівняльної риторики вийти за межі двоїстості, наприклад лінійний-нелінійний дискурс, японська проза-фінська проза, колективістські-індивідуалістські норми. За дослідницею, порівняльна риторика має брати до уваги культурні, соціальні та навчальні фактори, історичне тло та контекст в комплексі, для того аби якомога точніше зрозуміти їхній вплив на творення тексту та його розуміння мовцями, авторами/письменниками, читачами/слухачами.
Дослідниця наголошує, що оновлена порівняльна риторика повинна вивчати навчання писанню та читанню у різних культурах, включно з різними очікуваннями від студентів, а також бачення різних жанрових особливостей у відмінних культурних контекстах. Таким чином жанри, культури та письмо знаходитимуться у складних відношеннях одне до одного.
Щодо навчання письму, то Улла Коннор вважає ще одним завданням порівняльної риторики зрозуміти очікування, які виникають в авдиторії до того чи іншого тексту, аби навчити майбутніх творців цих текстів складати їх відповідно до цих очікувань.

#### Досягнення Улли Коннор в порівняльній риториці
1. встановлення зв'язку між американськими традиціями письмового аналізу дискурсу та риторики і європейськими традиціями тексту та порівняльною лінгвістикою, що сприяло реформуванню галузі;
2. намагання пов'язати порівняльну риторику з риторикою. Ритори працюють над проблемами, які прямо чи опосередковано є пов'язані з порівняльною риторикою;
3. здійснення основних нововведень у вивчення мови та письма — такі як жанровий аналіз[7] та корпусна лінгвістика -— у порівняльну риторику;
4. встановлення вкрай необхідних зв'язків між порівняльною риторикою та новою галуззю викладання англійської мови для конкретних (професійних) цілей[4].

### Визначення риторики для порівняльної риторики
Риторика змінювалася протягом багатьох часів, але все ще сьогодні, за словами Джорджа Кеннеді, в загальному сенсі її ототожнюють з енергією, яка властива висловлюванню: ментальною чи емоційною, яка спонукає мовця до висловлювання. Це визначення риторики як спілкування, яке спричинене ситуацією, вплив якої можна вивчити на споживача, підходить для сучасної порівняльної риторики.

### Вплив соціальних чинників на текст
За переконанням Улли Коннор, на творення тексту впливають такі два явища як підлаштування та соціальні структури.

###### Підлаштування
Теорія підлаштування пояснює міжособистісні та міжгрупові стосунки в різних ситуаціях та контекстах. Її основна теза: «Індивіуми використовують мову, що досягти бажаної соціальної дистанції між собою, та партнером по комунікації». Це досягають шляхом уподібнення себе іншому, або свого чіткого відрізнення йому («convergence» та «divergence»). Для цього люди використовують свої попередні знання, уявлення, та стереотипи про культуру партнера, і підлаштовуються до неї з урахуванням бажаного результату комунікації. Норми прийнятної та неприйнятної поведінки та уявлення про партнера по комунікації також впливають на вибір стратегії мовцем.

###### Соціальні структури
На комунікацію також впливають соціальні структури, такі як закони, правила, норми, цінності, соціальні ролі та народні мудрості культур комунікантів. Цей концепт детальніше описано у теорії Гідденса. Ці структури служать ресурсами чи обмеженнями соціальної поведінки, але не повністю визначають її.

### Мапування багатовимірних аспектів дослідження
Для того, щоб проілюструвати сучасний стан та перспективи порівняльної риторики, Улла Коннор звертається до методики мапування (англ. postmodern mapping). Таким чином дослідниці вдається окреслити теорії та методи у сфері порівняльної риторики, що накладаються. Всього створено три мапи (діаграми)), що зображають відповідно: 1) теорію тексту в контексті, 2)  переплетення «великих» та «малих» культур у дискурсі та 3) пристосування у міжкультурній комунікації.
1)    Письмо, як соціально сформована діяльність (текст у контексті)
Улла Коннор переконана, що дослідження письма не може відбуватися поза дискурсом та соціальними практиками, що його супроводжують. Вона вважає, що самої мови недостатньо для розуміння комунікативних особливостей. Візуальна частина (шрифти, кольори, розміщення тексту і вміщені зображення) теж впливають на сприйняття тексту, і у різних культурах таке сприйняття відрізняється.
Для ілюстрації цього переконання використано тривимірну модель критичного дискурс-аналізу науковця Нормана Феркло Будь-яку подію дискурсу науковець розглядає одночасно як текст, приклад дискурсивної практики та соціальної практики.
2)    «Малі» та «великі» культури
Друга мапа, яку використовує Улла Коннор ілюструє накладання різних культур у межах конкретної ситуації. Дослідниця запозичає цю мапу з Аткінсоновового пристосування роботи Голідей. На мапі зображено малі та великі культури, що взаємодіють в навчальних умовах авдиторії чи класу. Для порівняльної риторики недостатньо розрізняти національні та культурні особливості письма: існують більш конкретні обставини, що можуть накладатись та вливати на творення та сприйняття тексту. Подібні мапи можна розробити для різних ситуацій, для того, аби зрозуміти, які очікування сторін випливають на комунікацію у цій ситуації.
3)    Міжкультурна та кроскультурна комунікація
Третя мапа є результатом накладання двох попередніх. Її пояснює дослідження Сарангі. Він встановлює два основні напрямки досліджень культурно зумовленого характеру мови: кроскультурний та міжкультурний виміри.
Кроскультурний вимір стосується абстрактних понять, що спільні для різних культур. Кроскультурні дослідження включають стратегії ввічливості, риторичні стратегії побудови взаємостосунків у різних культурах, вони дають змогу зрозуміти мовні універсалії, та міжетнічну комунікацію.
Міжкультурний вимір з'являється в ситуації конкретної зустрічі представників двох різних мовних та культурних бекграундів. Дослідження ж міжкультурної комунікації можна поділити на дві категорії: ті, що досліджують конкретні ситуації міжкультурної комунікації, та ті, що аналізують різницю комунікативних стилів у міжетнічній комунікації. У другому типі розходження сторін можна інтерпретувати через культуру їхніх рідних мов та наявність мовних норм у процесі пошуку вдалої стратегії комунікації.